# Kontusz

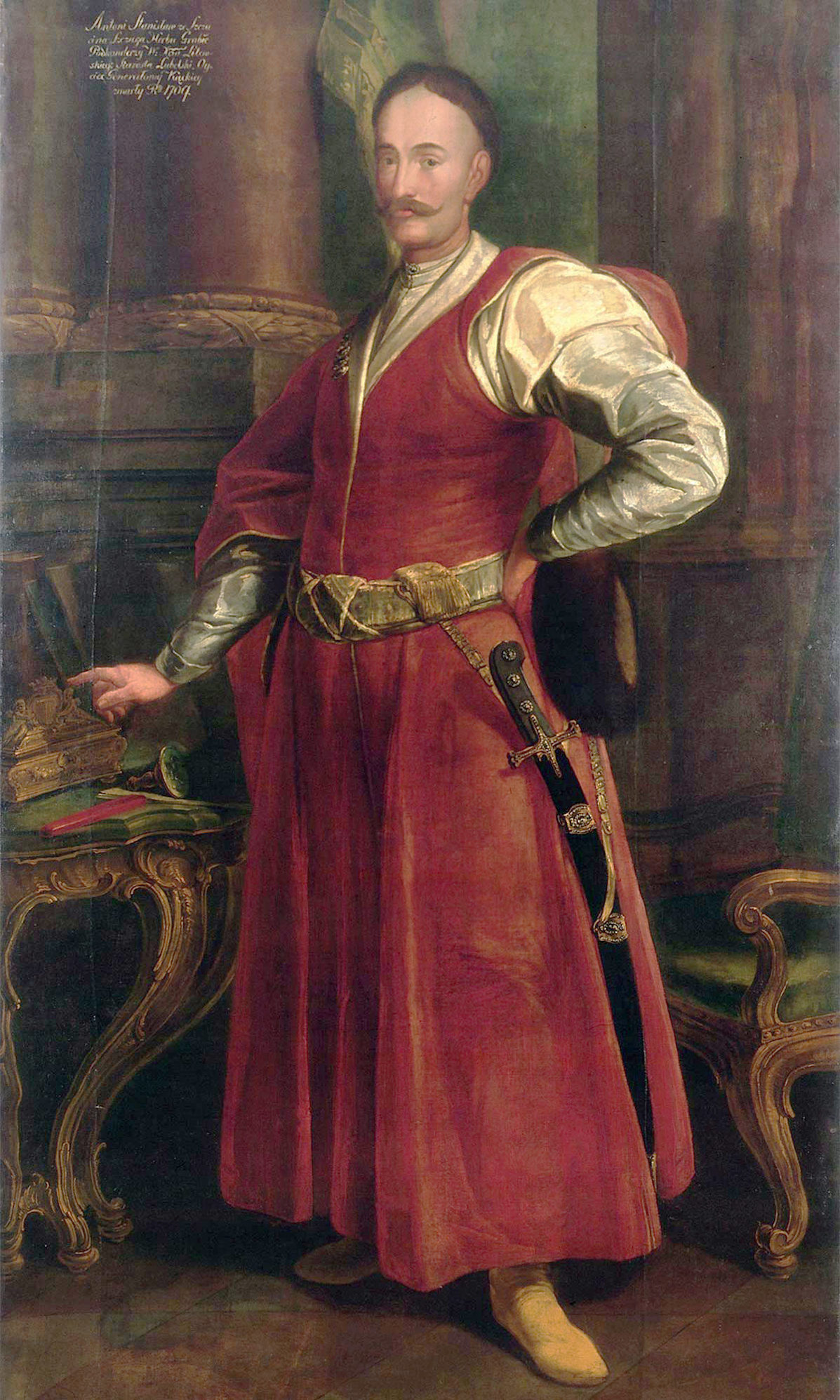
Polský šlechtic v národním kroji

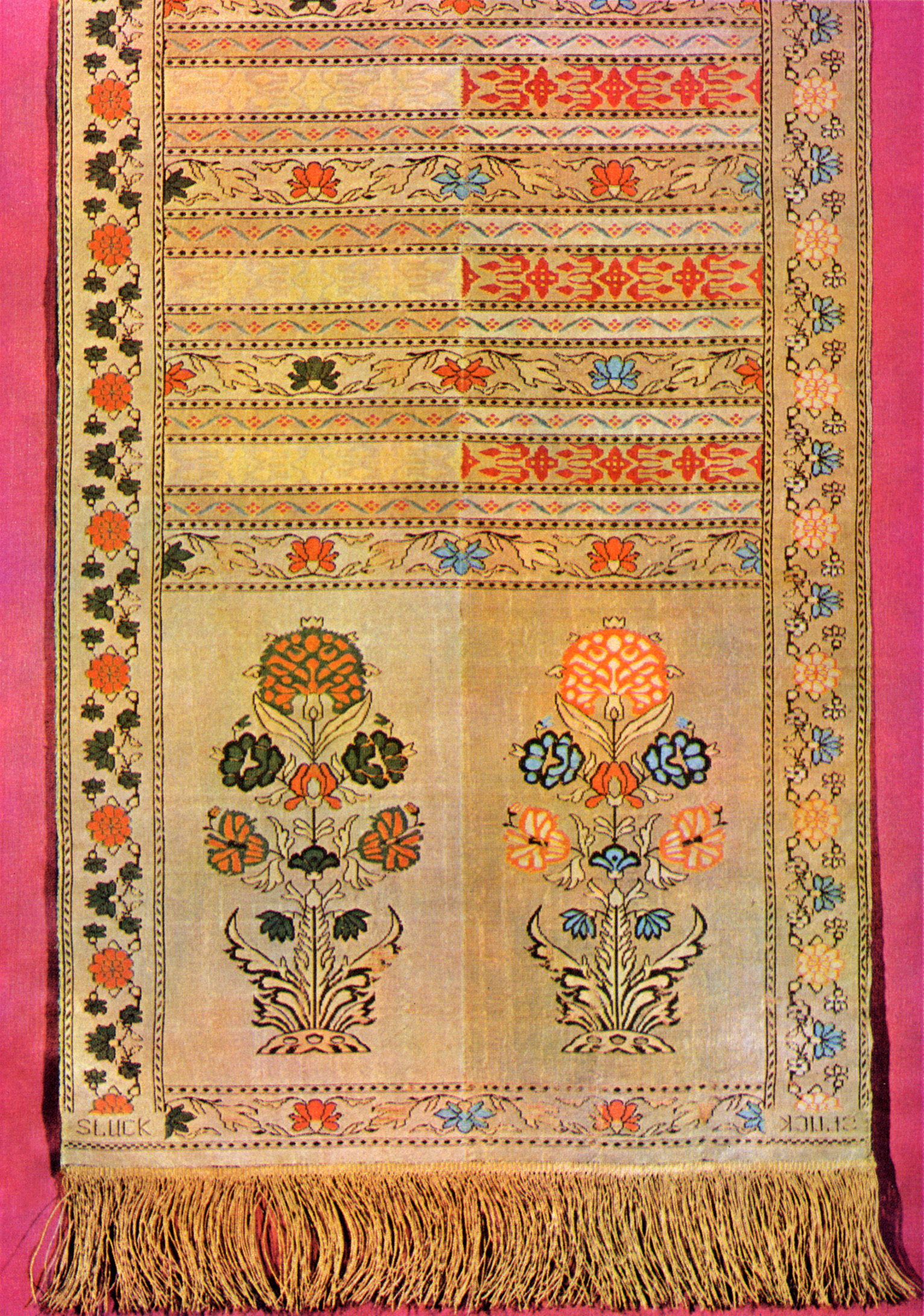
Hedvábný šátek z manufaktury ve Slucku

Kontusz byl tradičním pánským oblečením polské šlechty v 17. a 18. století. Byl to kabát sahající až k zemi, bez rukávů nebo s dělicími rukávy, buď obrácenými, nebo volně visícími. S kontuszem nosili polští šlechtici kožešinovou čepici s chocholem a šavlí.
Místo pásu se nosil 40 cm široký a do 4 m dlouhý hedvábný šátek se závěsnou šavlí. Oboustranný šátek byl složen dohromady. Nosil se ve všední dny řídce zdobenou stranou ven, v neděli bohatě zdobenou stranou. Šátky byly původně dovezeny z Turecka. Posléze se v Polsku objevili vlastní výrobci – nejslavnější ve Slucké manufaktuře.
V zimě se kontusz nosil pod deliu z vlněné tkaniny, často s kožešinou. Pod kontusz se nosil żupan – dlouhé roucho z tenkých, bohatých tkanin.
Kontusz byl jedním z mnoha příkladů tureckého vlivu v Polsku. Když v 18. století přišla ze západní Evropy móda fraků, zůstal kontusz znakem polského vlastenectví. V Haliči v 19. století kontusz nosili polští hodnostáři při slavnostních příležitostech.
Podle tohoto kabátu se nazývá alkoholický nápoj kontušovka.